# سولمزية جميلة الأوراق
سولمزية جميلة الأوراق (الاسم العلمي:Solmsia calophylla) هي نوع من النباتات تتبع جنس السولمزية من الفصيلة المثنانية.